# Rhotala ambigua
Rhotala ambigua är en insektsart som beskrevs av Fowler 1905. Rhotala ambigua ingår i släktet Rhotala och familjen vedstritar.
Artens utbredningsområde är Panama. Inga underarter finns listade i Catalogue of Life.